# Flicker (album)
Flicker is het eerste soloalbum van singer-songwriter Niall Horan. Het album kwam uit op 20 oktober 2017. Horan bracht vijf singles uit; This Town, Slow Hands, Too Much to Ask, On the Loose, en Seeing Blind.

## Achtergrond
In juni 2016 bevestigde Horan dat hij bezig was met het werken aan zijn debuutalbum. Op 29 september 2016 kwam het eerste solo nummer van Horan vrij sinds de pauze van One Direction, genaamd This Town. 

Ter promotie van zijn nieuwe album ging Horan op tour met zijn zes maanden durende Flicker World Tour tournee. Op 28 april 2018 speelde hij in Amsterdam in de AFAS Live.

## Tracklist
| Nr.                      | Titel                         | Schrijver(s)                                                            | Producer(s)                           | Lengte |
| ------------------------ | ----------------------------- | ----------------------------------------------------------------------- | ------------------------------------- | ------ |
| 1                        | On the Loose                  | Niall Horan, Julian Bunetta, John Ryan                                  | Bunetta                               | 3:43   |
| 2                        | This Town                     | Horan, Jamie Scott, Mike Needle, Daniel Bryer                           | Greg Kurstin                          | 3:52   |
| 3                        | Seeing Blind met Maren Morris | Horan, Ruth-Anne Cunningham, Matthew Smith Radosevich                   | Jacquire King                         | 3:05   |
| 4                        | Slow Hands                    | Horan, Alexander Izquierdo, Ryan, Bunetta, Cunningham, Tobias Jesso Jr. | Bunetta, Afterhrs, Mike "Spike" Stent | 3:07   |
| 5                        | Too Much to Ask               | Horan, Scott                                                            | Kurstin                               | 3:42   |
| 6                        | Paper Houses                  | Horan, Iain Archer                                                      | King                                  | 3:34   |
| 7                        | Since We're Alone             | Horan, Kurstin, Dan Wilson, Cunningham                                  | Kurstin                               | 4:02   |
| 8                        | Flicker                       | Horan, Bunetta, Ryan                                                    | King                                  | 4:18   |
| 9                        | Fire Away                     | Horan, Bunetta, Ryan, Cunningham                                        | Bunetta                               | 3:26   |
| 10                       | You and Me                    | Horan, Radosevich, Cunningham                                           | King                                  | 3:04   |
| Flicker - Deluxe edition |                               |                                                                         |                                       |        |
| 11                       | On My Own                     | Horan, Ed Drewett, Tom Barnes, Peter Kelleher, Ben Kohn                 | TMS                                   | 4:00   |
| 12                       | Mirrors                       | Horan, Scott, Needle, Bryer                                             | Bunetta, AFTERHRS                     | 3:28   |
| 13                       | The Tide                      | Horan, Bunetta, Ryan                                                    | King                                  | 3:20   |